# Albert Weidemann
Albert Weidemann (* 1. Juni 1848 in Saalfeld; † 10. Februar 1922 in Eisenach) war ein deutscher Ministerialbeamter in der preußischen Militärverwaltung.

## Leben
Albert Weidemann war Sohn eines Oberschulrates. Er verbrachte seine Jugend in Meiningen, wo er das Bernhardinum besuchte. Ab 1867 studierte er Jura in Göttingen und wurde hier bei der Burschenschaft Hannovera aktiv. Sein Studium setzte er in Leipzig, München sowie Berlin fort.
Das Referendariat im Herzogtum Sachsen-Meiningen verlängerte sich, weil er als Freiwilliger 1870/71 am Deutsch-Französischen Krieg teilnahm, in dem er mit dem Eisernen Kreuz II. Klasse ausgezeichnet wurde. 1872 wurde er zum Reserveoffizier befördert. 
Nach dem Zweiten Juristischen Staatsexamen arbeitete er bis 1876 als Gerichtsassessor in Meiningen. Danach wechselte er in die preußische Militärverwaltung und war ein Jahr Intendanturassessor und Abteilungsvorstand beim XI. Armee-Korps in Kassel. Zwei Jahre später wurde er Intendanturvorstand der 22. Division in Berlin. 1882 erfolgte seine Ernennung zum Intendanturrat. 1883 wurde er an das Gardekorps nach Berlin versetzt, dem die preußischen Gardeeinheiten angehörten. Von 1887 bis 1890 arbeitete er im Kriegsministerium, wurde anschließend erneut an das Gardekorps versetzt und war dort als Militärintendant Leiter der diesbezüglichen Organisationseinheit. In dieser Stellung erhielt er 1890 den Charakter als Geheimer Kriegsrat.
1895 wurde Weidemann zum Wirklichen Geheimen Kriegsrat mit dem Rang eines Rates I. Klasse befördert und leitete bis zu seiner Pensionierung 1911 im Kriegsministerium die Verpflegungsabteilung. Damit gehörte er zu den höchsten Zivilbeamten dieses Ressorts. Seine Arbeit wurde durch die Verleihung des Roten Adlerordens II. Klasse mit Stern und Eichenlaub, dem Kronenorden II. Klasse mit Stern und dem Komturkreuz II. Klasse des Herzoglich Sachsen-Ernestinischen Hausordens gewürdigt.
Nach Kriegsausbruch 1914 ließ er sich reaktivieren und gehörte während des Ersten Weltkrieges der mobilen Armeeintendantur an, die die oft schwierige Aufgabe zu erfüllen hatte, die Beschaffung der Verpflegung für die Truppe sicherzustellen.